# Телемаков, Александр Николаевич
Алекса́ндр Никола́евич Телемако́в (6 (18) декабря 1870, Сызрань — 19 февраля 1938 года, Ульяновск) — священник Русской православной церкви, в 2004 году включён в Собор новомучеников и исповедников Российских и в Собор Симбирских святых.

## Биография
Родился 6 декабря 1870 года в Сызрани в семье чиновника второго разряда.
В 15 лет переехал в Симбирск и поступил в Симбирскую духовную семинарию, которую окончил в 1890 году. Второго августа того же года направлен псаломщиком в Симбирский кафедральный собор.
Восьмого сентября 1893 года рукоположён в священники и направлен в приход села Мариополь Карсунского уезда. Одновременно с пастырским служением преподавал закон божий, чтение и письмо в местной школе.
В октябре 1897 года награждён набедренником и назначен настоятелем Церкви Рождества Богородицы в село Коржевку. Заведовал местной церковно-приходской школой, преподавал закон божий. Также преподавал закон божий в местной земской школе. В 1908 году по приказу архиепископа Иакова переехал в соседнее село Чумакино, священником в Церковь Николая Чудотворца. В том же году получил благодарность Святейшего Синода с выдачей грамоты.
На протяжении десяти лет избирался членом совета по шестому Карсунскому благочинному округу, в феврале 1908 года стал благочинным округа. В 1914 году награждён наперсным крестом, выдаваемым Святейшим Синодом. Награждён медалями «В память 25-летия церковно-приходских школ», «В память царствования императора Александра III».
В 1925 году лишён избирательных прав. В 1928 году подвергся раскулачиванию, лишился 15 десятин земли, дома, лошади и коровы. 25 февраля 1932 года арестован Сызранским оперсектором ОГПУ, 7 апреля 1932 года тройкой ОГПУ приговорён к пяти годам заключения в лагере, но наказание было изменено на пять лет пребывания в ссылке. Был отправлен в Архангельскую область, принимал участие в строительстве Беломорканала. В конце 1934 года досрочно освобождён по причине болезни.
После отбывания заключения вернулся в село Чумакино. Так как сельский храм был закрыт, крестил новорождённых, служил молебны и отпевал покойников на дому, хотя эта деятельность и была противозаконной.
24 декабря 1937 года вновь арестован и допрошен. Обвинения в контрреволюционной и антисоветской деятельности отрицал. 29 декабря 1937 года приговорён к расстрелу тройкой при УНКВД по Куйбышевской области. Приговор приведён в исполнение 19 февраля 1938 года. Место захоронения неизвестно.
Реабилитирован 22 июля 1989 года Ульяновской областной прокуратурой на основании статьи 1 указа Президиума Верховного Совета СССР «О дополнительных мерах по восстановлению справедливости в отношении жертв репрессий, имевших место в период 30-40-х и начала 50-х годов» от 16 января 1989 года.
В апреле 2012 года в селе Чумакино построен Храм священномученика Александра Телемакова Чумакинского.

## Семья
В 1893 году обвенчался с Анной Степановной Платоновой. Супруги имели девять детей: пятерых сыновей и четырёх дочерей.

## Канонизация
В 2004 году решением Священного синода РПЦ по представлению Симбирской епархии был включён в Собор новомучеников и исповедников Российских.